# Lokomotíva Košice
Lokomotíva Košice ist ein slowakischer Fußballverein aus Košice. Er wurde 1946 als ŠK Železničiari Košice gegründet und spielte bis 1993 insgesamt 29 Jahre in der höchsten tschechoslowakischen Spielklasse.
Größter Erfolg war dabei jeweils ein dritter Platz 1951 und 1978. 1977 und 1979 gewann Lokomotíva Košice den Tschechoslowakischen Pokal. In der Ewigen Tabelle der tschechoslowakischen Liga belegt Lokomotíva Košice als sechstbester slowakischer Verein den elften Platz.
1998 stieg Lokomotíva Košice aus der 1. Slowakischen Liga ab, der Verein wurde aufgelöst. Es kam zu einer Neugründung, die 2003 ebenfalls am Ende war. Ein abermaliger Anlauf unter der Bezeichnung FC Lokomotíva Košice wurde gestartet, in der Saison 2006/07 spielt die Mannschaft in der viertklassigen 3. Liga.

## Vereinsgeschichte
Im Jahr 1946 wurde im ostslowakischen Košice von sportbegeisterten Eisenbahnern der ŠK Železničiari gegründet. Noch im selben Jahr fusionierte der Verein mit dem ŠK Sparta, kam so zu Spielern und der Möglichkeit, direkt in der Kreisliga einzusteigen. 1947 begann der Bau eines Stadions V Čermeli, das 1959 fertiggestellt wurde.
1949 kam es zu einer weiteren Fusion, dieses Mal mit Sokol Jednota Dynamo Košice. Dieser Klub war 1943 als ŠK Jednota Košice gegründet worden und spielte seit 1945 in der 1. Tschechoslowakischen Liga, wo er über eine Platzierung im Mittelfeld nicht hinauskam. Ein Ergebnis des Zusammenschlusses war auch die neue Bezeichnung ZSJ Dynamo ČSD Košice. 1951 entging der Mannschaft der Gewinn des Meistertitels nur aufgrund der schlechteren Tordifferenz gegenüber den punktgleichen Sokol NV Bratislava und Sparta ČKD Sokolovo.
1952 nahm der Verein die Bezeichnung Lokomotíva an, die er seitdem behalten hat. In der nur 13 Spiele umfassenden Saison 1953 wurde Lokomotíva Košice mit nur zwei Siegen letzter und musste absteigen. Die Rückkehr in die 1. Liga gelang erst 1965. Es kam zu einer Fusion mit TJ VSŽ Košice, die neue Bezeichnung lautete nun TJ Lokomotíva VSŽ Košice. Die Verbindung dieser beiden Vereine wurde allerdings nach nur zwei Jahren wieder aufgelöst.
In den folgenden Spielzeiten belegte Lokomotíva immer einen Platz im unteren Drittel der Tabelle, 1969/70 reichte es zum sechsten Platz. In der Saison 1973/74 belegte die Mannschaft den vorletzten Rang und musste nach 1953 zum zweiten Mal die höchste Spielklasse verlassen. Dieses Mal jedoch glückte die Rückkehr sofort, und das nächste Jahrzehnt sollte zur erfolgreichsten Zeit des Klubs werden.
1977 siegte Lokomotíva Košice zunächst im Slowakischen Pokal und gewann das Endspiel um dem Tschechoslowakischen Pokal mit 2:1 gegen Sklo Union Teplice. Leistungsträger dieser Mannschaft waren der spätere Nationalspieler und Olympiasieger Stanislav Seman im Tor, die Mittelfeldspieler Jozef Móder und Ján Kozák sowie Stürmer Ladislav Józsa.
Im Europapokal der Pokalsieger 1977/78 kam man aufgrund der Auswärtstorregel gegen den schwedischen Vertreter Östers IF weiter (0:0 und 2:2), die gleiche Regel kostet jedoch das Weiterkommen in der zweiten Runde, in der man gegen den FK Austria Wien mit 0:0 und 1:1 ausschied.
Dass der Pokalsieg keine Eintagsfliege war, sondern eine außergewöhnlich starke Generation auf dem Platz stand, bewiesen die Spieler durch einen dritten Platz in der Serie 1977/78, wodurch sich Lokomotíva Košice für den UEFA-Pokal 1978/79 qualifizierte. Der Erstrundengegner AC Mailand gewann das Hinspiel im Stadion San Siro mit 1:0, im Rückspiel vor 30.000 Zuschauern schoss Ján Kozák den einzigen Treffer. Im Elfmeterschießen unterlag Lokomotíva mit 6:7.
1979 konnte Lokomotíva den Pokalsieg wiederholen als die Mannschaft im Finale Baník Ostrava mit 2:1 bezwang. Im dritten Jahr in Folge nahm Lokomotíva am Europapokal teil. In der ersten Runde setzte man sich mit 2:1 und 0:1 gegen die SSW Innsbruck durch, in der zweiten Runde gewann man das Hinspiel gegen NK Rijeka mit 2:0, musste sich in Jugoslawien jedoch mit 0:3 geschlagen geben.
Die nächsten Jahre waren geprägt von einem langsamen Abrutschen. Platz acht 1980, Platz vier 1981, Platz fünf 1982, Platz zehn 1983, Platz acht 1984, Platz zehn 1985 und schließlich Platz 15 1986 verbunden mit dem Abstieg. 1985 hatte Lokomotíva noch einmal den Slowakischen Pokal gewinnen können, doch den Traum von weiteren Europapokalabenden im Čermel beendete die 2:3-Niederlage gegen Dukla Prag im Endspiel um den Tschechoslowakischen Pokal.
1988 fiel Lokomotíva sogar in die Drittklassigkeit, schaffte aber den sofortigen Wiederaufstieg. Im September 1990 löste sich die Fußballabteilung vom Gesamtverein und gründete einen Klub namens FK Lokomotíva Košice. Ein sechster Platz in der 2. Liga 1992/93 reichte, um sich nach der Trennung der Tschechoslowakei für die eigenständige slowakische Liga zu qualifizieren. An die Erfolge der 1970er konnte Lokomotíva jedoch nicht mehr anknüpfen und stieg 1998 in die 2. Liga ab.
Dies bedeutete das zwischenzeitliche Ende für den zweifachen Pokalsieger. Die Herrenmannschaft wurde nach Krompachy transferiert, einige Jugendspieler gingen zum Gesamtverein TJ Lokomotíva, die restlichen Jugendmannschaften wurden zusammengefasst und ein Verein namens FK Lokomotíva PČSP Košice gegründet, der auch eine Herrenmannschaft in der fünften Liga auf die Beine stellen konnte. Nach der Saison 2003 löste sich der Verein auf. Es kam zu einer Neugründung unter der Bezeichnung FC Lokomotíva Košice, der Klub stabilisierte sich und spielt 2006/07 in der viertklassigen 3. Liga.
Ein Problem bleibt jedoch, dass man aufgrund finanzieller Schwäche das eigentliche Heimstadion V Čermeli nicht nutzen kann, wo zur Zeit der neu gegründete Erstligist MFK Košice seine Heimspiele austrägt. Lokomotíva Košice spielt stattdessen im Stadtteil Krásna nad Hornádom.

## Erfolge
| Wettbewerb                        | Jahr                                      |  |
| Tschechoslowakische Liga          | 3. Platz 1951 und 1978                    |  |
| Tschechoslowakischer Fußballpokal | Sieger 1977 und 1979, Finalist 1985       |  |
| Slowakischer Fußballpokal         | Sieger 1977, 1979 und 1985, Finalist 1992 |  |

## Spieler
- Stanislav Seman (1963–1970) Jugend, (1970–1972,  1974–1984) Spieler,
- Jozef Móder (1967–1971, 1973–1980, 1982–1983)
- Ján Kozák (1975–1980, 1982–1986, 1988–1990)

## Vereinsnamen
- 1946 ŠK Železničiari Košice
- 1946 ŠK Železničiari Sparta Košice (Fusion mit ŠK Sparta Košice)
- 1949 ZSJ Dynamo ČSD Košice (Fusion mit Sokol Jednota Dynamo Košice)
- 1952 TJ Lokomotíva Košice
- 1965 TJ Lokomotíva VSŽ Košice (Fusion mit TJ VSŽ Košice)
- 1967 TJ Lokomotíva Košice (Lösung der Fusion mit TJ VSŽ Košice)
- 1990 FK Lokomotíva Košice (Abtrennung der Fußballabteilung vom Gesamtverein)
- 1994 FK Lokomotíva Energogas Košice
- 1999 FK Lokomotíva PČSP Košice (Neugründung, später FK Lokomotíva 1946)
- 2003 FC Lokomotíva Košice (Neugründung)